# Château de Barbe Noire
Pour les articles homonymes, voir Barbe Noire (homonymie).
Le château de Barbe Noire (anglais : Blackbeard’s Castle) est une fortification située à Charlotte Amalie, sur l'île de Saint Thomas, dans les îles Vierges des États-Unis. C'est l'un des cinq National Historic Landmark des îles Vierges des États-Unis.
Construite en 1679 par les Danois, cette fortification est une tour de garde pour le port, ce qui lui a donné son premier nom de Skytsborg. La raison du nom actuel est mal connue mais est liée au pirate Barbe Noire.